# 尤斯塔斯四世 (布洛涅)
尤斯塔斯四世（大约1129/1131年—1153年8月17日），自1146年至去世为布洛涅伯爵，英格兰国王斯蒂芬和布洛涅女伯爵瑪蒂爾德一世的长子。1135年，斯蒂芬在英格兰国王亨利一世死后夺取王位，尤斯塔斯成为王储，但先于父王去世。

## 早年
尤斯塔斯最早在父母的一份不迟于1131年8月的凭照上被提及。斯蒂芬在舅父亨利一世驾崩后夺取王位，但亨利的女儿玛蒂尔达皇后也宣称王位，引发了长期内战，即“无政府时期”。1137年，尤斯塔斯作为英格兰王位继承人去诺曼底朝见法兰西国王路易七世，并于1140年娶了路易的妹妹康斯坦絲（她守寡后将改嫁圖盧茲伯爵拉蒙五世），其时她16岁，他10或12岁。1147年，尤斯塔斯被封为骑士。

## 无政府时期

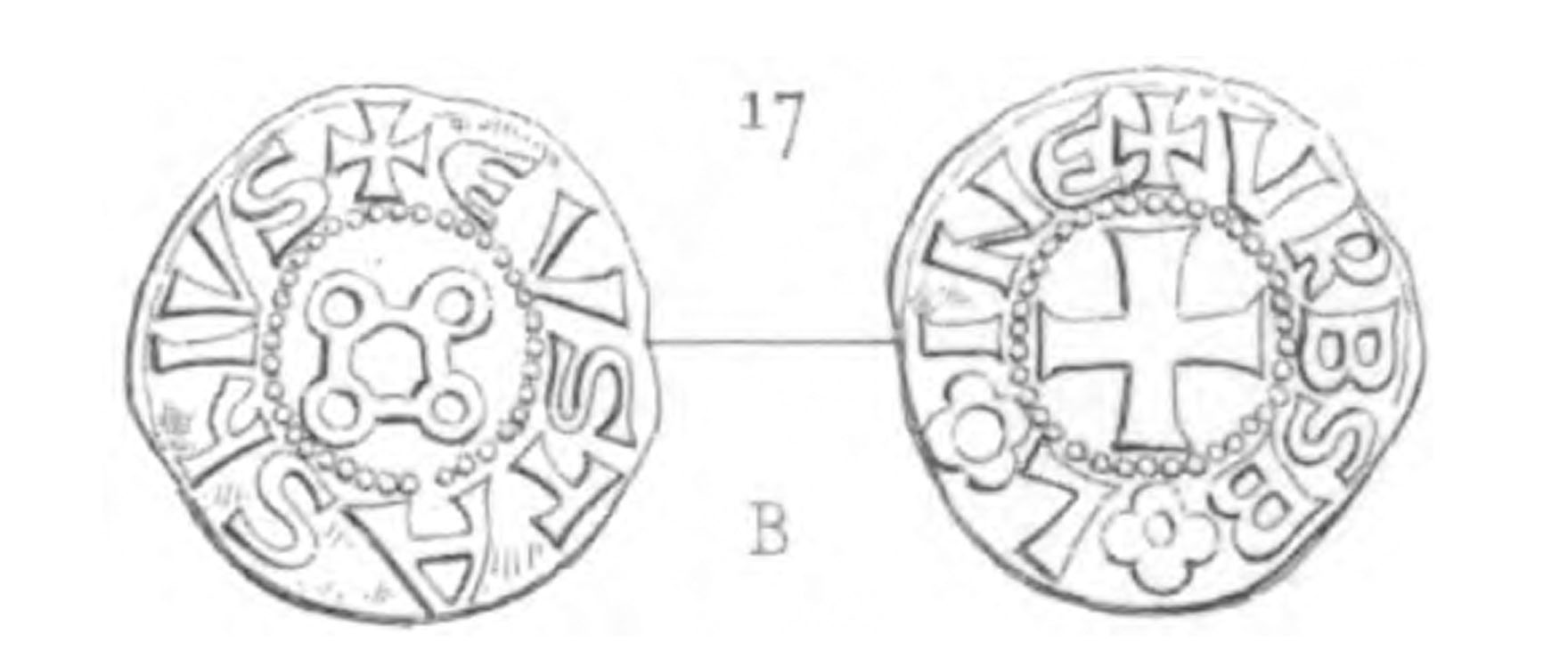
尤斯塔斯四世的硬币

1151年，他参与了妻兄路易的一次对诺曼底的无果奇袭。但很快路易就接受了亨利·金雀花代表诺曼底的朝觐。次年，尤斯塔斯在法国参与了一个亨利的敌人们的更广泛的联盟，但亨利对公国的控制仍不可撼动。
在后来被称为“无政府时期”的该时期后期，斯蒂芬无可置疑地巩固了尤斯塔斯继承人的地位。在1152年4月6日于伦敦召开的国会上，尤斯塔斯诱使一小股诸侯像朝见未来国王一样朝见他；但因罗马教廷拒绝斯蒂芬按法兰西风俗在生前给尤斯塔斯加冕而宁愿选择英格兰风俗拒绝给尤斯塔斯加冕，坎特伯雷大主教贝克的西奥巴尔德和其他主教拒绝举行加冕典礼。正如亨廷顿的亨利所记录的那样，这激怒了斯蒂芬和尤斯塔斯，他们囚禁了主教们，并试图通过“强硬强制”来强迫他们默许。据说西奥巴尔德本人已经越过泰晤士河逃跑，最终被暂时流放到弗兰德。埃德蒙·金对这一特殊说法表示怀疑，但他毫不怀疑国王的愤怒。
这显然不是斯蒂芬首次加冕尤斯塔斯，因为索尔斯伯里的约翰报告，雷定二世早在1143年就写信给西奥巴尔德大主教，禁止他“允许在英格兰王国中对冠冕进行任何变更”，这也是雷定的直接后继者维持的一项政策。尤斯塔斯的母亲布洛涅的瑪蒂爾德于1152年5月3日去世，使他成为布洛涅的伯爵。
1153年7月的第二次沃林福德围城后，在亨利入侵英格兰并吸引到广泛支持后，斯蒂芬同意和约，即《温彻斯特和约》，其确立了亨利为斯蒂芬的继承人。作为结果，尤斯塔斯退出朝廷，“非常恼怒和愤怒，因为在他看来，这场战争还没有得到适当的结论”。

## 去世和后果
1153年8月中，尤斯塔斯暴死，据说是在劫掠贝里圣埃德蒙兹附近的教会领地时遭了天谴。其他人认为尤斯塔斯只是死于伤心。尤斯塔斯的死为斯蒂芬与其对手年轻的亨利·金雀花和解提供了可能。根据纽堡的威廉的说法，斯蒂芬“对这位他希望继承自己的儿子之死的悲痛无法衡量；他不再积极寻求战事，在听取劝说讲和的意见时更耐心了。”
尤斯塔斯的身后名声好坏参半。一方面，《彼得堡编年史》不满于此种情绪，赋予尤斯塔斯一个欠佳的人格。“他是一个恶人，无论走到哪里，做的坏事都比好事多；他糟践领地，施加重税。”尤斯塔斯袭击了彼得堡附近的教堂土地，可能激起了《编年史》中的仇恨。他曾恐吓不听话的主教，在对安茹一派作战时要求宗教家族捐钱。然而，《斯蒂芬国王的事迹》则描述了他的谦恭态度，作为斯蒂芬真正的继承人，他能够“按场景需求在平等或优越的基础上与人见面”。
尤斯塔斯被葬在父母所建的肯特郡的法弗沙姆教堂。后来他的父母也葬在这里；但因为《解散修道院法令》的出台，三人的坟墓如今找不到了。